# Rhus linguata
Rhus linguata är en sumakväxtart som beskrevs av Slis. Rhus linguata ingår i släktet sumaker, och familjen sumakväxter. Inga underarter finns listade i Catalogue of Life.